# Gunnera bogotana
Gunnera bogotana är en gunneraväxtart som beskrevs av L.E.Moro-osejo. Gunnera bogotana ingår i släktet gunneror, och familjen gunneraväxter. Inga underarter finns listade.